# Arnaldo Pinto Loureiro
Arnaldo Pinto Loureiro (Carregal do Sal, Parada, 22 de Março de 1921 - Coimbra, 18 de Julho de 2001) foi um político português.

## Biografia
Filho de António Martins Pinto e de sua mulher e prima Maria da Conceição Pinto Loureiro.
Licenciado em Direito pela Faculdade de Direito da Universidade de Coimbra e Advogado, foi Conservador dos Registos Civil e Predial e Funcionário Público.
Na sua carreira como Funcionário do Estado foi, sucessivamente, Arquivista na Câmara Municipal de Coimbra e da respectiva Biblioteca, 1.º Oficial na Secretaria da Subdirectoria da Polícia Judiciária, em Lisboa, Chefe de Secção do Tribunal Judicial de Viana do Castelo e Conservador do Registo Civil e Predial de Sátão.
Exercia Advocacia e era Conservador do Registo Predial de Montemor-o-Velho quando foi admitido como Procurador na XI Legislatura da Câmara Corporativa, que funcionou entre Novembro de 1973 e 25 de Abril de 1974. Acrdeu à Câmara Corporativa por estar integrado nos organismos corporativos da Lavoura. Para além de ser Presidente da Cooperativa Tenho uma Casa, de Coimbra, era o Presidente da Comissão Instaladora da Casa do Povo de Montemor-o-Velho. Nesta qualidade, representava, como Membro dos seus Órgãos Directivos, a Federação das Casas do Povo do Distrito de Coimbra na Corporação da Lavoura.
Na Câmara Corporativa, assumiu funções na 1.ª Subsecção – Azeite da Secção III – Lavoura, em representação dos trabalhadores, sem que esta Secção tivesse sido convocada para a apreciação de qualquer iniciativa Legislativa e sem que, a título individual, tivesse sido agregado a outra, e não interveio na elaboração dos cinco Pareceres que foram publicados no período da XI Legislatura.